# George C. Marshall
George Catlett Marshall, född 31 december 1880 i Uniontown i Pennsylvania, död 16 oktober 1959 i Washington, D.C., var en amerikansk yrkesmilitär och ämbetsman. Marshall var arméstabschef under andra världskriget. Efter den militära karriären tjänstgjorde han som utrikesminister 1947–49 och därefter som försvarsminister under Koreakriget 1950–51 i president Harry S. Trumans kabinett. Marshallplanen är uppkallad efter honom och infördes under hans tid som utrikesminister och det var för den som Marshall mottog Nobels fredspris år 1953.

## Biografi
Marshall tjänstgjorde under första världskriget i general John Pershings stab på västfronten i Frankrike. 
Han blev brigadgeneral i USA:s armé 1 oktober 1936. Vid andra världskrigets utbrott utnämndes han till arméstabschef 1 september  1939 och befordrades samtidigt till fyrstjärnig general. Tillsammans med USA:s krigsminister Henry L. Stimson var general Marshall ansvarig för att bygga upp den amerikanska armén från ca 200 000 man till över 8 000 000 man. 
Som ledande yrkesmilitär representant för den amerikanska militären kom han från 1941 att få betydligt inflytande över de allierades militära strategi under andra världskriget. Han var medlem av USA:s Joint Chiefs of Staff, som leddes av amiral William Leahy och de allierades Combined Chiefs of Staff. Han utnämndes till femstjärnig general, General of the Army den 16 december 1944. Efter att kriget var över avgick Marshall från aktiv stat vid 65 års ålder den 18 november 1945.
Det blev dock ingen lugn pensionärstillvaro för generalen. Efter att ha deltagit i de viktiga allierade konferenserna under andra världskriget var han en van diplomat och skickades som speciellt sändebud för president Truman till Kina. 1947–1949 var han USA:s utrikesminister och som sådan presenterade han den plan som kom att kallas för Marshallplanen, vilken handlade om att skicka ekonomisk hjälp till Europa för återuppbyggnad efter andra världskriget.
Han fick som USA:s försvarsminister 1950–1951 hård kritik tillsammans med utrikesminister Dean Acheson och president Harry S. Truman för att vara undfallande gentemot kommunismen och dess angreppskrig i Korea, bland annat av Wisconsinsenatorn Joseph McCarthy och dennes anhängare i kongressen. Även för sin insats i Kina kritiseras Marshall skarpt i Jung Changs och Jon Hallidays bok Mao – den sanna historien. De menar att han redan då han reste till Kina hade en negativ inställning till nationalistledaren Chiang Kai-Shek samt att han blev förd bakom ljuset av Mao Zedong och medverkade till att den senare kunde komma till makten i Kina 1949.
Marshall mottog Nobels fredspris 1953. 
George C. Marshall avled den 16 oktober 1959 vid 78 års ålder och begravdes på Arlingtonkyrkogården.

## Utmärkelser
- Nobels fredspris,  1953[5][6]
- Karlspriset,  4 maj 1959[7]
- Storofficer av Italienska kronorden
- Storofficer av Sankt Mauritius och Sankt Lazarusorden
- Storkorset av Oranien-Nassauorden
- Kongressens guldmedalj
- Storofficer av Peruanska Solorden
- Chilenska förtjänstorden
- Storkors av Georg I:s orden
- Riddare av Hederslegionen
- Tjeckiska Segermedaljen
- Storkors av Hederslegionen
- National Defense Service Medal
- World War II Victory Medal
- Silver Star
- Storkors av Ouissam Alaouite-orden
- Riddare med storkors av Bathorden
- Croix de Guerre
- Suvorovorden, första klass
- Interallierade segermedaljen 1914–1918
- Distinguished Service Medal
- American Campaign Medal
- American Defense Service Medal
- Italiens militärorden

[Redigera Wikidata]

## Övrigt
NASA:s utvecklingscentrum George C. Marshall Space Flight Center uppkallades efter Marshall 1960.